# 木梨憲武
木梨 憲武（きなし のりたけ、1962年（昭和37年）3月9日 - ） は、日本のお笑いタレント、歌手、俳優、アーティスト。1980年に石橋貴明とお笑いコンビ「とんねるず」を結成。
キナシコッカ株式会社代表取締役社長兼所属タレント。妻は女優の安田成美で、間に2男1女。

## 略歴
東京都世田谷区千歳台で自転車店「木梨サイクル」（のちに祖師ヶ谷大蔵に移転）を営んでいた木梨作三の長男として生まれる。両親は静岡県伊東市の出身。世田谷区立塚戸小学校、世田谷区立千歳中学校卒業。
1977年に帝京高校へ入学し、サッカー部に入部。部内ではムードメーカーで、当時同校の野球部にいた同級生の石橋とよくコンビを組んで友人達にネタを見てもらっていた。高校時代、日本テレビ系のバラエティ番組『TVジョッキー』の一般参加コーナー「ザ・チャレンジ」に出場。木梨は正司歌江（かしまし娘）・和田アキ子・ルパン三世等のものまねを披露し、5代目チャンピオンとなる。当時、石橋も同番組の常連参加者であり、木梨が同番組のグランドチャンピオン大会に出場した際に石橋が友情出演したのがテレビでの初共演となる。
1980年3月、高校卒業。東京都内の東京ダイハツ販売の杉並営業所に就職。同時期、所ジョージ司会のバラエティ番組『ドバドバ大爆弾』（テレビ東京系）に出場。
1980年7月、『お笑いスター誕生!!』（日本テレビ系）に石橋とのコンビ「貴明&憲武」として出場する。出場6週目（1981年）から現在のコンビ名「とんねるず」に改名（公式サイト では、とんねるずの結成時期は「1980年」と記載されている）。1982年4月、同番組で10週勝ち抜き、グランプリを獲得。期待の大型新人と注目されプロデビューしたものの順風満帆とはいかなかった。デビュー後すぐにいくつかのトラブルが発生し（「とんねるず」経歴項参照）、テレビ出演が激減したため、地方営業やショーパブに出演するなど下積み時代を過ごした。1984年に『オールナイトフジ』にレギュラー出演したことで知名度を上げ、『オールナイトフジ女子高生スペシャル』でのMCを経て開始された『夕やけニャンニャン』にレギュラー出演してブレイク。歯に衣を着せない言動が話題となり、一気にスターの階段をかけ上っていった。1984年 - 1986年に深夜ドラマの草分け『トライアングル・ブルー』（テレビ朝日）に可愛かずみ・川上麻衣子・柄沢次郎・前田耕陽等と共演する。この頃から同時期に活躍し始めたヒロミや藤井フミヤらと仲良くなり現在まで続く交友関係を築く。
1994年、映画『そろばんずく』（1986年）で共演した安田成美と結婚。1996年、大晦日の『第47回NHK紅白歌合戦』に「憲三郎&ジョージ山本」として出場。2004年-2007年、2012年、単独ライブ『NORITAKE GUIDE LIVE』を開催。2010年、コンビ結成30周年を迎える。
2014年-2016年、創作活動20周年を記念した個展『木梨憲武展×20years INSPIRATION-瞬間の好奇心』を全国8カ所で開き、43万人を動員。
2017年5月、5年ぶりの単独ライブ『木梨憲武と感じだしまショー』を開催。
2018年4月、16年ぶり主演映画『いぬやしき』全国公開。
2018年6月、設立以来勤めていたアライバルの取締役副社長を辞任し退社。辞任後もしばらく所属を続けたのち、タレントとしての籍をコッカ（現：キナシコッカ）に移した。
2018年7月、2022年まで続く個展『木梨憲武展 Timing -瞬間の光り-』の巡回がスタート。
2019年10月、『木梨憲武』として完全なソロ歌手としての音楽活動を開始。自主レーベル「木梨レコード」を立ち上げた。
2020年9月、ハイヒールのリンゴと新たなお笑いコンビ「梨とりんご」を結成。
2020年12月、音楽フェス「TBSラジオ presents 木梨の大音楽会。フェスってゆ－!!」をパシフィコ横浜・国立大ホールで開催する。
2022年4月、音楽フェス「第二回 木梨フェス 大音楽会」を両国国技館で開催。
2022年5月、「木梨憲武 交響楽団 THE CURTAIN CALL SHOW」を東京文化会館・大ホールで開催。
2022年6月、2018年から全国美術館を巡回してきた個展『木梨憲武展 Timing -瞬間の光り-』が、上野の森美術館でフィナーレを迎える。全国20カ所で開き、総来場者数122万人を動員。
2024年1月15日、『春になったら』（カンテレ、フジテレビ系）で24年ぶりに連続ドラマ主演を務めた（W主演：奈緒）。
2024年1月26日、『みなさんのおかげです　木梨憲武自伝』発売。
その他コンビとしての略歴はとんねるずを参照。

## 芸風・仕事

### 音楽活動
自宅ではBSの演歌番組ばかり見ており、その嗜好から演歌歌手とコラボしている。
1996年、『とんねるずの生でダラダラいかせて!!』の企画で山本譲二とデュオを組み、「憲三郎&ジョージ山本」名義で「浪漫-ROMAN-」をヒットさせた。同曲で『第47回NHK紅白歌合戦』に出場。木梨は『NHK紅白歌合戦』において別名義での初出場3回（1991年: とんねるず、1996年: 憲三郎&ジョージ山本、1999年: 野猿）という経験をもつ。また、同日の『第38回日本レコード大賞』で企画賞を受賞した。
『木梨サイクル』で共演して意気投合した忌野清志郎とサッカー日本代表への応援ソングをリリースしている。『とんねるずの生でダラダラいかせて!!』では宇治田みのると共に「サーフノリダーズ」を結成してイメージソングを制作した。とんねるずの楽曲「かき氷は宇治金時」(YAZAWAのカップリング曲)でも作曲をしている。自身の楽曲は作曲家の後藤次利に依頼することが多い。
2019年9月14日、自社レーベル「木梨レコード（UNIVERSAL MUSIC JAPAN）」からのソロデビューが発表され、秋に配信リリースした。
ソロ初のベストアルバム『木梨ファンク ザ・ベスト』を発売し、デジタル配信などで8冠を記録。
2020年の大晦日には、ももいろ歌合戦（BS日テレ・ニッポン放送・AbemaTV）に初出場した。

### 俳優活動
コントを中心とした芸風から、その高い演技力を買われて数多くのドラマ・映画にも出演している。若いころはコミカルな役周りが多かったが、その後はシリアスなキャラクターを演じることも多い
。
1998年の『甘い結婚』で連続ドラマ初主演。すれ違いになった夫婦を描いたドラマで木梨は夫役を演じた。2004年スペシャルドラマ『にんげんだもの -相田みつを物語-』では相田みつをを演じている。また、声優として『ファインディング・ニモ』の日本語吹き替え版における主役のマーリンを担当した。24年ぶりの連続ドラマ主演の「春になったら」では、2024年の日本民間放送連盟賞テレビドラマ部門の最優秀賞を受賞した。

## 人物
身長177cm、体重60kg。

### 趣味・嗜好
競馬予想家として新聞などに登場するときは「木梨ノリゾー」というペンネームを使っており、1990年代には競馬エイトにコラム「私だけの予想ですので」を掲載していた。また2014年秋にはGI競走限定でスポーツニッポンに予想を掲載している。因みにゴータイミング、タイミングナウの名付け親でもある。
絵が好きなため、描きためた絵をファンに見てもらうために個展を開いた経験がある。

### スポーツ
学生時代はサッカーに熱中し、サッカーの名門校出身。サッカーが得意で元祖サッカー芸能人とも言われる。小学校の時からサッカースクールに通い、脚本家の三谷幸喜とはチームメイトだったが木梨は2軍、三谷は13軍だったという。帝京高校時代の同期には三菱重工業サッカー部（現：浦和レッドダイヤモンズ）でプレーしたサッカー解説者の川添孝一、浦和Jrユース監督の名取篤、競輪選手の小門洋一がいる。
3年生の時に全国高等学校サッカー選手権大会東京都予選メンバーに選ばれ、準決勝に出場（背番号13）した際にはシュートを放っているが、ゴールにはならなかった。決勝戦で途中出場した経験もある実力の持ち主だったが、部室での喫煙が古沼貞雄監督に見つかったこともあって、全国大会では直前にベンチ入りメンバーを外されている。3週間も自宅に通って謝罪し許しを得て練習に参加、さらに全国優勝を果たしたことで古沼監督と和解をした。
明石家さんま率いる芸能人サッカークラブチーム・ザ・ミイラの選手として、国立霞ヶ丘競技場陸上競技場でプレーしたことがある。

### 交友関係
俳優の佐藤浩市、中井貴一とは、ゴルフ仲間であり、これにヒロミを加えた4人のゴルフ番組がテレビ朝日系列で不定期に放送されていた。ヒロミや藤井フミヤとは20代の頃から公私問わず交流があり、家族ぐるみの付き合いがある。
俳優の水谷豊とはテレビ局勤務の共通の友人を介して知り合い、30年来の仲である。水谷の妻・伊藤蘭は、木梨が少年時代から憧れていたスターであり、大ファンを公言している。現在は互いの家を行き来する家族ぐるみの付き合いである。
音楽プロデューサーであり松本伊代のバンドギターを担当していた矢吹俊郎とは幼稚園から付き合いのある幼馴染であり、木梨の友人とは矢吹もなぜか仲良くなるというエピソードがある。それが縁で矢吹がプロデュースする水樹奈々のライブを見に行っていることを2010年6月17日放送の『とんねるずのみなさんのおかげでした』の「新・食わず嫌い王決定戦」にて水樹がゲスト出演した回において明かしている。そのときは、矢吹もスタジオに来ていた。また、2014年7月12日に大阪で行われた水樹のライブにサプライズゲストとして登場した。

### 評価
相方の石橋は木梨の才能を「木梨憲武の方が資質は上」「あいつの方が、これから10年・20年したら、すっごいスーパースターになる。俺にはそれがないんだよ。アイツはそれ以上を求めていかないから、今、フラフラしてるけど（笑い）。資質を自分でちゃんと考えて『よし、いってやろう!』って考えたら、あっという間にナンバーワンになってると思う」と語るほど高く評価している。一方の木梨も石橋のことを「貴明はね、最初からとんねるずのプロデューサーだったんです。全部貴明が決めて、僕はずっとその掌の上で自由にさせてもらってきた」と評しており、とんねるずの活動において信頼を寄せている旨を語っている。
妻の安田は木梨について「すごく“生き上手”な人だと思うんです」「意識的にそうしているわけではなく、聞きたくないことや、遭遇したくないもののところにわざわざ行かないというか」「自分が過ごしやすいように生きるのがとても上手で、しかも相手を傷つけることなくやってしまう。天性だと思いますし、ずるいなーって嫉妬しちゃうくらい」と語っている。一方の木梨は安田に頭が上がらないといい、「絵に関するプロデューサーが成美さんなんです。余計なものを描いていると、『まさかそれ、出さないよね』と正直な感想を言ってくれます」と語っている。
長年の友人であるヒロミは「ノリちゃんは悩まないのよ、先のことしか考えてないから」「人はみんな、なかなか先のことを考えられなくて、目の前のことが不安になったり過去のことを反省したりするんだよ。俺もノリちゃんみたいなスタイルを目指しているけど、なかなかできなくて、いま終わった仕事のこととか、目の前の明日のことを考えてしまったりする」と語っている。
役者の野間口徹は役者として活動を始めた当初から好きだった役者・コメディアンに木梨の名前を挙げており、上京当時から憧れの存在だったと話している。
親交があるカンニング竹山は木梨のことを「僕が死ぬとき走馬灯に出てくるであろうターニングポイントの人」「次の生き方を探していく『生き上手』だと思うんですよね。それはラジオとか音楽とか、個展の作品からも伝わるだろうと思います」と語っている。

### 親族
- 叔父の木梨盛祥は1975年に25歳で杉並区議会議員選挙に立候補し初当選した[4]。2018年の区長選挙出馬（落選）を挟み、通算12期務めている[20]。
- 2024年、息子の木梨銀士は、母親の安田成美のジャケット写真のアートワークを担当した[21]。

### その他
- 盲腸の手術で一時期休業をした事がある。復帰後『とんねるずのみなさんのおかげです』にて、「木梨憲武さんを偲んで」という視聴者に対するコント形式の半分ドッキリのような企画を行った際はフジテレビに対して約800件の抗議電話が来る騒ぎになり、その時はさすがに深く反省したと振り返っている。
- 2014年1月、とんねるずが『笑っていいとも!』のレギュラーとなる。木梨は、レギュラー決定後すぐの1月23日の放送で、笑福亭鶴瓶が話そうとした瞬間にスタジオの天井からワイヤで降下し、彼の首を絞め上げる、という形で登場した。総合司会のタモリによると、（この登場方法は）いいとも史上初めて、とのことである[22]。以降、3月の放送終了までパフォーマンスが続けられた。
- 嫌いな食べ物はラッキョウ。もともとは食べられたが、相方の石橋が大のラッキョウ嫌いであり、そのことを何度も聞かされているうちに木梨もラッキョウ嫌いになった。他にもホタテが嫌いである。

## 創作活動
2013年までに7回の個展を開いており、画風は赤を基調とした抽象画・スケッチに文字を書き加えた風景画・シンプルな色表現の静物画がある。インターネット上でインタラクティブの手法を用いた前記の作品展示を行なう一方で、ゲームのキャラクターデザインも手掛けた経験がある。
1994年
- 初めての個展『太陽ニコニカ展』を名古屋 PARCO にて開催（『とんねるずの生でダラダラいかせて!!』の企画も兼ねていたため、2000年開催の個展まで、アーティスト名は同番組内でのキャラクター「木梨憲太郎」としている）。

1996年
- 宮城県の地方銀行・七十七銀行の貯蓄預金通帳の表紙をデザイン。
- アーケードゲーム『マーヴル・スーパーヒーローズ VS. ストリートファイター』の「憲磨呂」キャラクターデザイン、および声の出演。

1997年
- 絵本『のりたろうのー、えほんのー、はがきのー』『のりたろうのー、ぬりえのー、はがきのー』をミキハウスより出版。
- 大相撲・土佐ノ海の化粧回しをデザイン。
- 1998年: 営団地下鉄（現：東京メトロ）のポスターをデザイン。

2000年
- 第2回の個展『きなしのりたけのてんらんかい』をフジテレビで開催（以降、アーティスト名は「木梨憲武」としている）。

2002年
- 第3回の個展『SCORE展』を東京都渋谷区の代官山ヒルサイドフォーラムで開催。

2003年
- 第4回の個展『GO WITH THE FLOW展』を東京都渋谷区の代官山ヒルサイドフォーラムで開催。
- 『第114回アンダパンダン展』（フランス）に作品を出展。図録の巻頭に作品が掲載。
- オムニバスCD『AdagioLounge classics〜』のジャケットデザイン。
- 後藤次利のアルバム『do not disturb』のジャケットデザイン。

2004年
- 俳優・中井貴一の著書『日記 ヘブン・アンド・アース 中国滞在録』の表紙デザイン。

2006年
- ミズノから長嶋茂雄直筆メッセージをプリントした「3番Tシャツ」デザイン。

2007年
- 俳優・中井貴一の著書『日記2 鳳凰わが愛 中国滞在録』の表紙デザイン。

2008年
- 第5回の個展『木梨憲武 色の世界展 in KYOTO』をJR京都駅内美術館 美術館「えき」Kyotoで開催（6万人を動員）。
- 上記の個展のエキシビション『NORITAKE KINASHI EXHIBITION』を3116 GALLERY CAFEで開催。
- 8月27日〜8月31日開催の『AFWP2008JAPAN 第三回世界平和美術祭典』に作品出展。

2009年
- 9月27日開催の『TOKYO!TOKYO!!TOKYO!!!展』に作品出展。

2010年
- 第6回の個展『NORITAKE KINASHI SPOT AOYAMA TOKYO 2010』を東京都港区南青山のフォーラムギャラリーで開催。

2013年
- 第7回の個展『木梨憲武美術館2・愛と希望と光とカピオラニ公園と私と京都』をJR京都駅内美術館美術館「えき」Kyotoで開催。

2014年
- 第8回の個展『木梨憲武展×20years INSPIRATION-瞬間の好奇心』を東京都上野の上野の森美術館で開催。その後、石川県の金沢21世紀美術館、岩手県の盛岡市民文化ホール、兵庫県の兵庫県立美術館で開催。

2015年
- 第8回の個展『木梨憲武展×20years INSPIRATION-瞬間の好奇心』を引き続き、長崎県の長崎県美術館、福岡県の福岡アジア美術館、岡山県の岡山シティミュージアム、沖縄県の沖縄県立博物館・美術館で開催。このイベントで設置した募金箱に入れられた募金及びチャリティTシャツの収益の全額を東日本大震災で大きな被害を受けた被災者を支援するためにサンドウィッチマンが設立した「東北魂義援金」に寄付した[23]。
- 『Noritake KINASHI SOLO EXHIBITION』をアメリカ・ニューヨークのhpgrp GALLERY NEW YORKで開催。

2016年
- 第8回の個展『木梨憲武展×20years INSPIRATION-瞬間の好奇心』を引き続き、沖縄県の沖縄県立博物館・美術館で開催。ツアー終了。

2018年
- 『Noritake Kinashi Londo Exhibition -Moment-』を6月にイギリス・ロンドンのProtein Studiosで開催。
- 第9回の個展『木梨憲武展 Timing -瞬間の光り-』を7月の大阪府の大阪文化館・天保山を皮切りに、石川県の金沢21世紀美術館、広島県の奥田元宋・小由女美術館で開催。

2019年
- 第9回の個展『木梨憲武展 Timing -瞬間の光り-』を引き続き、昨年末から年跨いで大分県の大分県立美術館（OPAM）、その後岡山県の岡山シティミュージアム、滋賀県の佐川美術館、秋田県の秋田総合生活文化会館・美術館（アトリオン）、静岡県の浜松市美術館、愛知県の松坂屋美術館、長野県の北野カルチュラルセンターで開催。
- Jリーグ·ガンバ大阪の記念ユニフォーム、EAFF E-1サッカー選手権大会公式球のデザイン。

2020年
- 第9回の個展『木梨憲武展 Timing -瞬間の光り-』を引き続き、昨年末から年跨いで愛媛県のあかがねミュージアム、福岡県の福岡アジア美術館、長崎県の長崎県美術館で開催。因みに新型コロナウイルス感染症 (COVID-19) 拡大防止のため、福岡アジア美術館では数日休館、長崎県美術館では開催期間を短縮して終了した。4月18日 - 5月17日の福井県の福井市美術館、5月29日 - 6月21日の東京都の上野の森美術館に開催が予定されていた個展が中止となった。
8月8日~16日、東京都のHareza池袋にて『フェアリーズ展』を開催。
10月10日~11月23日、富山県の富山市ガラス美術館を皮切りに、第9回の個展『木梨憲武展 Timing -瞬間の光り-』が再開される。

2021年
- 第9回の個展『木梨憲武展 Timing -瞬間の光り-』を引き続き、京都府の京都文化博物館、山形県の山形美術館、鳥取県の鳥取県立博物館、宮崎県の都城市立美術館で開催。

2022年
- 第9回の個展『木梨憲武展 Timing -瞬間の光り-』を引き続き、福井県の福井市美術館で開催。そして、6月4日~6月26日で開催された東京都の上野の森美術館で、2018年から約4年に渡った全国を巡回してきた当個展がフィナーレを迎え、ツアー終了。

2023年
- 6月7日~6月25日に『GOKAN ~5感~ 木梨憲武』を東京都の代官山ヒルサイドフォーラムで開催。

2024年 - 2025年
- 2024年12月4日~2025年1月13日に、体験型アート展『木梨アート大サーカス展』を、神奈川県のYOKOHAMA COASTで開催。

## キナシコッカ
妻の安田が産休から復帰（2000年頃）してからはマネジメントを目的に株式会社コッカが設立され、木梨が代表取締役社長となった。2022年4月1日には社名をキナシコッカ株式会社に改称した。
自身の社長業と並行し、石橋が社長を務めている事務所「アライバル」の副社長を1994年の設立から2018年6月に辞任するまで務め、所属タレントとしても籍を置いていた。辞任後もしばらく同社に所属を続けたのち、タレントとしての籍をコッカに移している。
かつては有限会社ラムズカンパニーという会社も持っていたが、2019年4月1日にコッカと合併する形で解散している。なお、木梨夫婦以外の所属者は、過去の所属者を含めて、2021年時点では存在していない。
安田の子どもの頃の思い出話をもとに、木梨が妖精のキャラクターをデザインしており、それに「コッカ」と名付けている。この「コッカ」を主人公としたケータイ絵本を制作し2016年9月1日より発売した。2019年6月1日には「コッカ」と「すこぶる動くウサギ」がコラボレーションしたLINEスタンプがリリースされた。

## 作品

### 音楽作品
コンビを離れて単独で活動しているもののみ。コンビでの音楽活動に関しては「とんねるず」を参照。

#### シングル
| 名義                  | 発売日         | タイトル       | レーベル                     |
| --------------------- | -------------- | -------------- | ---------------------------- |
| 憲三郎&ジョージ山本   | 1996年5月17日  | 浪漫-ROMAN-    | OYAJI RECORDS                |
| 木梨憲武 + 忌野清志郎 | 2002年6月12日  | ガンバレ日本   | ワーナーミュージックジャパン |
| あじさい              | 2006年10月18日 | 二人だけの世界 | ポニーキャニオン             |

#### 配信
| 名義                                                           | 配信日         | タイトル                         | 配信元                                            | 備考                                                                                 |
| -------------------------------------------------------------- | -------------- | -------------------------------- | ------------------------------------------------- | ------------------------------------------------------------------------------------ |
| 藤井フミヤ＆憲武とヒロミ                                       | 2015年6月3日   | 友よ                             | フジメロ                                          | フジテレビ系列 『ノリタケ・フミヤ・ヒロミが行く! キャンピングカー合宿』 テーマソング |
| 藤井フミヤ＆憲武とヒロミ                                       | 2015年6月10日  | 友よ                             | iTunes                                            | フジテレビ系列 『ノリタケ・フミヤ・ヒロミが行く! キャンピングカー合宿』 テーマソング |
| 木梨憲武                                                       | 2019年10月24日 | 木梨ファンク 〜NORI NORI NO-RI〜 | 木梨レコード （ユニバーサルミュージックジャパン） | ソロ名義による処女作                                                                 |
| 木梨憲武                                                       | 2020年10月4日  | 木梨ミュージック コネクション    | 木梨レコード （ユニバーサルミュージックジャパン） |                                                                                      |
| 木梨憲武                                                       | 2020年11月29日 | 木梨ミュージック コネクション2   | 木梨レコード （ユニバーサルミュージックジャパン） |                                                                                      |
| 木梨憲武                                                       | 2021年10月3日  | 木梨ミュージック コネクション3   | 木梨レコード （ユニバーサルミュージックジャパン） |                                                                                      |
| 木梨憲武 DJシーナ（CV：久野美咲） & ウィンディ（CV：井口裕香） | 2022年10月4日  | ゲット・オン・ザ・風呂           | オトッペ町役場公式                                | NHK Eテレ『オトッペ』 エンディングテーマ                                             |
| 木梨憲武&ヒロミ&所ジョージ                                     | 2023年12月6日  | 空を見上げた                     | YVS Records                                       |                                                                                      |
| 木梨憲武&ヒロミ&所ジョージ                                     | 2024年2月6日   | いちにちごとに                   | YVS Records                                       |                                                                                      |
| Go!Go!せたがやオールスターズ                                   | 2024年3月1日   | 岩手県ここだと思います           | YVS Records                                       |                                                                                      |
| 木梨憲武                                                       | 2024年3月16日  | きみのたこ焼き                   | Virgin Music （ユニバーサルミュージックジャパン） | NHK「みんなのうた」2、3月放送曲                                                      |
| 木梨憲武                                                       | 2024年10月23日 | No Limit feat. AK-69             |                                                   | パラスポーツの祭典「BEYOND STADIUM 2022」の「TEAM BEYOND応援ソング」                 |
| 木梨憲武                                                       | 2025年6月5日   | ファンファーレ                   | Virgin Music （ユニバーサルミュージックジャパン） | JRA「即PAT」20周年記念オリジナルキャンペーンソング                                   |

#### アルバム
| 名義     | 発売日         | タイトル                                                 | レーベル                         | 備考                       |
| -------- | -------------- | -------------------------------------------------------- | -------------------------------- | -------------------------- |
| 木梨憲武 | 2019年12月11日 | 木梨ファンク ザ・ベスト                                  | 木梨レコード                     | ソロ名義による処女アルバム |
| 木梨憲武 | 2022年6月1日   | 木梨ミュージック コネクション最終章 〜御年60周年記念盤〜 | 木梨レコード                     |                            |
| 木梨憲武 | 2024年10月30日 | 木梨ソウル                                               | ユニバーサルミュージックジャパン |                            |

#### 参加作品
- 鈴木雅之「可愛いいひとよ」（アルバム『Martini Duet』収録曲）に歌で参加（2008年）
- 氣志団「One Night Carnival」（トリビュートアルバム『All Night Carnival』）に参加（2022年3月30日）
- 田中あいみ「ドアを開けてみた with 木梨憲武」(配信限定曲)に参加（2024年8月10日）

#### プロデュース作品
全ての作品を、木梨がコーディネート、所ジョージが作詞・作曲を担当。
- AKA&レディオ954「もうすぐ秋ですネェ」（2022年8月6日 - 配信）
『木梨の会。』（TBSラジオ）で、木梨がコーディネーター、所ジョージが作曲を担当したプロデュース作品。
歌手のAKAと、番組アシスタントのTBSアナウンサー3人（山本里菜、近藤夏子、篠原梨菜）による「レディオ954」の2バージョンを配信リリース。
- DA PUMP「サンライズ・ムーン ～宇宙に行こう～」（2023年6月7日）
第65回グラミー賞を受賞した宅見将典がアレンジに加わった作品。MVには木梨と所も出演している。
- 武田雛歩（たけやま3.5）「ございます。」（2023年6月5日 - 配信）
ソロ第一弾シングル。[31]。
- 8Law「夕陽につつまれて」（2023年6月28日 - 配信）
- 新浜レオン「全てあげよう」（2024年3月27日）
この作品で所ジョージは、「第66回日本レコード大賞(2024年）」の作曲賞を受賞、新浜は「第75回NHK紅白歌合戦(2024年)」初出場を果たす。
- 青山新「TOKYOメトロブルース」(2025年2月19日）
この作品でUSENの演歌・歌謡曲リクエストで1位を獲得。
- 新浜レオン「炎のkiss」（2025年4月16日）

他多数

#### 未発売
- また綿飴舐める日まで… - 木梨憲武＆所ジョージ名義
- 本当の夏色 - ゆずこしょう名義
- 優柔不断 feat.所ジョージ, ファーストサマーウイカ

### 映像作品
- 竜馬の妻とその夫と愛人（2003年5月21日）
- NORITAKE GUIDE FREE LIVE（2004年10月20日）
- NORITAKE GUIDE2 PEACE LIVE（2005年9月21日）
- NORITAKE GUIDE3 〜9975 PARTY LIVE〜（2006年10月18日）
- NORITAKE GUIDE4 ONE HALF LIVE（2007年10月3日）

## 出演作品
木梨憲武としての出演作品を記載。コンビでの出演作品はとんねるずの項目を参照。
（ゲスト出演番組は除く)

### 現在の出演作品

#### バラエティ
スペシャル番組
- 木梨目線! 憲sunのHAWAII（2012年1月1日 - 、BSフジ）
- 豊さんと憲武ちゃん!旅する相棒（テレビ朝日）
  - 伊豆ドライブ編（2015年4月18日）
  - 1泊2日京都編（2015年10月10日）
  - 初夏の金沢編（2017年6月10日）
  - キャンピングカーでいく!鎌倉・葉山編（2018年10月6日）
  - 思い出の神戸編（2019年5月4日）
  - 城下町　松本編（2022年5月28日）
  - めんそーれ！ 沖縄編（2023年7月8日）

#### ラジオ番組
- 土曜朝6時 木梨の会。（2018年10月6日 - 、TBSラジオ） - パーソナリティ

#### ネット配信
- 木梨レコード（2024年12月21日 - 、ABEMA）

### 過去の出演作品

#### バラエティ
レギュラー番組
- 木梨サイクル（2001年11月2日 - 2002年9月27日、フジテレビ）
- 木梨憲武のサッカーだ!（1993年4月3日 ‐ 1994年3月25日、テレビ朝日）
- 木梨ガイド・週末の達人（2002年10月4日 - 2005年3月25日、フジテレビ）
- ゲンセキ（2005年4月6日 - 9月28日、TBS）
- 10カラット（2005年10月5日 - 2006年3月29日、TBS） - 月1回の出演
- 未来創造堂（2006年4月7日 - 2009年9月25日、日本テレビ）
- お茶の水ハカセ（2009年11月17日 - 2011年3月1日、TBS）
- 木に梨はなる〜頭の中の大宇宙〜（2021年6月14日 - 11月15日、WOWOW）
  - 木に梨はなる 〜みんなのアート〜（2024年4月7日 - 5月12日、WOWOW）[32]
- 〜夢のオーディションバラエティー〜Dreamer Z（2021年10月24日 - 2023年3月26日、テレビ東京） - MC[33]

スペシャル番組
判明分のみ（ゲスト出演番組は除く）
- 年末ジャンボ生特番!憲武・ヒロミとゆかいな仲間がテレビでやりたかったこと50（1999年、ANB）
- 木梨憲武のてんらんかい（2000年12月16日、フジテレビ）
- 所・憲武・ヒロミのこんな番組ダメですか?（2000年12月26日、テレビ朝日）
- 木梨憲武の世界のサッカーがやってきます。私たちの心構え（2002年3月10日、フジテレビ）
- ジダン 〜W杯 英雄伝説・『10』の系譜〜（2002年5月5日、フジテレビ）
- 浩市・貴一・ヒロミも大興奮!超豪華アスリート総出演!!木梨憲武メジャー制覇の旅（2004年6月13日、テレビ朝日）
  - 憲武・浩市・貴一・ヒロミの世界殿堂に挑戦するぞ!SP（2004年7月14日、テレビ朝日）
  - 憲武・浩市・貴一・ヒロミの世界最高峰を体感SP 〜僕たちの全英オープン〜 （2004年12月25日、テレビ朝日）
- 木梨憲武のVS（2005年12月10日・2006年5月27日、テレビ朝日）
- 木梨&丸山&藍ちゃん 全米OP速報 全米女子OP直前スペシャル（2005年6月11日・6月18日、テレビ朝日）
- BS朝日開局10周年スペシャル・木梨憲武のデザインってなんだ!? 〜ガウディの愛した街・バルセロナ篇〜（2011年3月27日、BS朝日）
- 祝!木梨憲武生誕50周年・はじめてのキナシ（2011年7月1日、テレビ朝日）
- 木梨憲武 ニューヨークMOMAの謎〜アートになるモノ ならないモノ〜（2013年4月28日、BS朝日）
- ノリタケ・フミヤ・ヒロミが行く! キャンピングカー合宿〜出会い・ふれあい・幸せ旅〜（2015年6月13日・2016年6月12日、フジテレビ）
  - 憲武 フミヤ ヒロミの突撃!仲間のスターん家（2023年9月28日）[34]
- 木梨の絵は世界へ！〜53歳新人画家のNY奮闘記〜（2015年12月26日、フジテレビ）、未公開特別篇（2016年12月26日、BSフジ）
- サッカーW杯アジア最終予選 応援番組〜Supporters〜（2016年9月5日、テレビ朝日）
- 木梨憲武ひとり旅 アートの街ボストンでゴッホとご対面!（2017年7月29日、BS朝日）
- 木梨文化使節団 キューバへ行く!（2018年1月31日、NHK BSプレミアム）
- 木梨ミュージック（2020年1月4日、BS-TBS）
- 木梨の輪。（2020年12月31日、フジテレビ）[35]
- 近未来創世記 日本を救うヤバイ偉人（2021年3月・11月、日本テレビ） - MC
- ノリさんのみんな何やってんスか?（2023年10月21日 、テレビ東京）
- 大人のソウル!1泊2日の弾丸ツアー（2023年11月26日 、BSフジ）
- 憲武・ヒロミの新春オールスター誰がイチバン上手いんだ?最強ゴルフトーナメント(2025年1月5日、フジテレビ）
- 憲武 成美の 南米・インカ 夫婦道（2025年5月24日、NHK BS）[36]

#### ラジオ番組
- 木梨憲武・カンニング竹山 『のりたけやま』（2017年12月26日・2018年9月9日、TBSラジオ)

#### ネット配信
- Huluオリジナルコンテンツ アートバラエティ「木梨憲武 Inspiration Only」（2015年4月16日、Hulu）
- 木梨の貝。（2018年11月6日 - 2024年9月28日、GYAO!→Paravi→U-NEXT）[37]
- 木梨の貝。スピンオフで全て見せます！（2018年12月30日・2019年1月3日、GYAO!）[38]

### テレビドラマ
- 3番テーブルの客 第15回（1997年1月27日、フジテレビ） - 演出も担当
- 甘い結婚（1998年1月8日 - 3月19日、フジテレビ） - 主演・唯野喜太郎 役
- リストラ刑事（1999年2月1日、TBS） - 五十嵐 役
- 小市民ケーン（1999年7月6日 - 9月21日、フジテレビ） - 主演・鍋島権 役
- 夏休みのサンタさん（2001年9月4日、日本テレビ） - （特別出演）
- テレビ朝日開局45周年記念ドラマスペシャル
  - 弟 第3夜「スター誕生」（2004年11月19日） - 夜行列車の車掌 役
  - にんげんだもの -相田みつを物語-（2004年12月11日） - 主演・相田みつを（光男） 役
- わが家の歴史（2010年4月9日、フジテレビ） - 榎本健一 役
- 世にも奇妙な物語 25周年記念!秋の2週連続SP 傑作復活編「思い出を売る男」（2015年11月21日、フジテレビ） - 主演・古川三博 役[39]
- 居酒屋ふじ（2017年7月9日 - 9月24日、テレビ東京） - 語り
- 春になったら（2024年1月15日 - 3月25日、関西テレビ・フジテレビ） - 主演・椎名雅彦 役（奈緒とダブル主演）[40]
- 塀の中の美容室（2025年8月22日〈予定〉 - 、WOWOW）[41]

### 映画
- そろばんずく（1986年8月: 東宝） - とんねるず主演・時津風わたる 役
- ウルトラマンゼアス（1996年3月: 松竹） -  とんねるず主演・小中井仏吉 役
  - ウルトラマンゼアス2 超人大戦・光と影（1997年4月: 松竹） -  小中井仏吉 役
- 竜馬の妻とその夫と愛人（2002年、東宝） - 主演・西村松兵衛 役
- 銃声 LAST DROP OF BLOOD（2003年6月14日: ザナドゥー） -  左足を引き摺る男 役
- 笑の大学（2004年、東宝）　- 劇場の支配人 役（隠れキャスト）
- 明日の記憶（2006年、東映）　- 木崎茂之 役（友情出演）
- ポストマン（2008年、ザナドゥー） - 輪業定員 役（特別出演）
- イニシエーション・ラブ（2015年、東宝） - 静岡支店部長 役（友情出演）
- いぬやしき（2018年、東宝） - 主演・犬屋敷壱郎 役[42]
- 劇場版 仮面ライダージオウ Over Quartzer（2019年、東映） - 木梨猛 役[43]

日本語版吹替
- ウォーキングwithダイナソー（2013年、20世紀フォックス） - 主演・パッチ 役

### 劇場アニメ
- ファインディング・ニモ（2003年、ディズニー／PIXAR） - 主演・マーリン 役（日本語吹替版）
  - ファインディング・ドリー（2016年） - マーリン 役（日本語吹替版）

### 舞台・ライブ
2004年から単独のライブを開催している。内容は、歌・コント・ゲストとのフリートークなど。
- NORITAKE GUIDE FREE LIVE（2004年）原宿クエストホール
共演者：東京ボーイズ、田中章（プリンプリン）、他
演奏：矢吹俊郎、渡辺格、松下俊彦
ゲスト（1日目）：コロッケ、藤井フミヤ、藤井尚之
ゲスト（2日目）：ヒロミ、勝俣州和
ゲスト（3日目）：玉置浩二、中井貴一
- NORITAKE GUIDE II PEACE LIVE（2005年）原宿クエストホール
共演者：田中章（プリンプリン）、若手芸人のみなさん（吉本興業、人力舎、ワタナベエンターテインメント）、他
演奏：矢吹俊郎、渡辺格、松下俊彦、大平勉
ゲスト（1日目）：堀内健、笑福亭鶴瓶、小松政夫
ゲスト（2日目）：マギー審司、未唯、オリエンタルラジオ、黒柳徹子、藤井フミヤ
ゲスト（3日目）：松本伊代、ヒロミ、勝俣州和、中井貴一
- NORITAKE GUIDE 5.0（2012年3月8日 - 10日）日本橋三井ホール
ゲスト：郷ひろみ、笑福亭鶴瓶、Bro.KONE、藤井フミヤ、石橋貴明ほか
- 木梨憲武と感じだしまショー（2017年5月26日 - 28日）恵比寿ザ・ガーデンホール
- PARTY LIVE 木梨の会。（2018年11月28日 - 29日）恵比寿 act*square
ゲスト：藤井フミヤ、ヒロミ、綾小路翔、さまぁ〜ず、カンニング竹山、岩井勇気（ハライチ）、赤江珠緒、ジェーン・スーほか
- 木梨ファンク・リリース記念発表の会。（2019年11月15日）LINE CUBE SHIBUYA（渋谷公会堂）
- 木梨の音楽会。
（2020年10月6日）愛知県・愛知県芸術劇場大ホール
（2020年10月13日）大阪府・オリックス劇場
（2020年10月15日）東京都・東京国際フォーラム ホールA
- TBSラジオ presents 木梨の大音楽会。フェスってゆ－!!（2020年12月26日）パシフィコ横浜・国立大ホール
- 第二回　木梨フェス　大音楽会（2022年4月2日 - 3日）両国国技館
（2022年4月2日）〜友人ゲスト選抜!ヒット曲大感謝祭の会!!〜
（2022年4月3日）〜木梨選抜曲!還暦！大感謝祭の会!!〜
- 木梨憲武 交響楽団 THE CURTAIN CALL SHOW（2022年5月2日）東京文化会館 大ホール
- 木梨憲武 交響楽団 in 山形 THE CURTAIN CALL SHOW（2023年9月22日）山形県 やまぎん県民ホール 大ホール
- 木梨ソウル・ザ・ライブ at Zepp DiverCity（2025年2月7日）

### CM
- 明治生命（2000年）
- toto
- タカタ （チャイルドシート「MiLiB」）
- 日本マクドナルド (Fish McDippers)（2004年）
  - 「フィンガー篇」
  - 「Dipを楽しもう篇」
- 日立製作所（「WOOO」DVDレコーダー）（2004年6月19日 - ）
- 味の素 (Cook Do) ※降板後は妻の安田成美が出演（共演はしていない）
- サッポロビール（サッポロドラフトワン）
- HONDA（ZEST）中島知子、小清水一揮らと共演
  - 「東京タワー篇」（2006年2月24日 - ）
  - 「シマウマ篇」（2006年3月 - ）
  - 「ゾウ篇」（2006年12月 - ）
  - 「カルガモ家族篇」（2007年6月 - ）
- KDDIひかりone（現・auひかり） （2006年 - 2007年）木村カエラと共演
  - 「得意なことが違う篇」
  - 「どっちがいい?篇」
  - 「アニメにしない?篇」
  - 「みてね! (1)篇」
  - 「みてね! (2)篇」
  - 「ぜんぶひかりで篇」（2007年2月 - 12月）
- カルピス（アミールS・健茶王）
- サンヨー食品（サッポロ一番）（2010年9月 - 2014年7月）
- アサヒビール（麦搾り）（2009年9月15日 - ）
- ディー・エヌ・エー
  - Yahoo!モバゲー（2010年10月7日 - ）ヒデキ西城に扮して西城秀樹と共演
  - モバゲータウン（怪盗ロワイヤル） （2010年10月 - ）
- サントリー（おいしいZERO）（2014年8月30日 - ）
- DAZN「WATCH!DAZN!」（2019年2月9日 - ）DAZNアンバサダー
  - 「WATCH!DAZN!」篇（2019年2月9日 - ）
  - 「WATCH!DAZN!」Jリーグ開幕篇（2019年2月16日 - ）
  - 「WATCH!DAZN!」プロ野球開幕篇（2019年3月18日 - ）
- OPPO （2020年7月21日 - ）指原莉乃と共演
- SmartHR （2020年8月8日 - ）伊藤淳史と共演・（2022年2月11日 - ）松本穂香とも共演
  - 「紙からの解放」篇（2020年8月8日 - )
  - 「無駄からの解放」篇
  - 「ペーパーレス」篇
  - 「年末調整」篇（2020年10月3日 - ）
  - 「入社書類を、オンラインで」篇（2021年2月20日 - ）
  - 「人事労務を、ペーパーレスに」篇
  - 「社員に、いい。担当者篇（人事評価）」（2022年2月11日 - ）
  - 「社員に、いい。担当者篇（入社書類）」
- アサヒビール（クリアアサヒ）（2021年3月2日 - ）佐藤栞里と共演・（2021年7月16日 - ）上戸彩とも共演
  - 「新!クリアアサヒ 生まれ変わった」篇（2021年3月2日 - ）
  - 「新!クリアアサヒ 飲んでみた」篇
  - 「クリアアサヒ こんなにおいしかったっけ」篇（2021年7月16日 - ）
- GU「2021-22年秋冬CMキャンペーン」（2021年9月6日 - ）
- サンヨー食品 サッポロ一番塩らーめん「ずっと好きだったんだぜ。木梨さん塩」篇（2024年4月18日 - 8月31日）[44]
- メモリード「自由に家族葬」（2025年1月8日 - ）
  - 「メモ」篇
  - 「釣り」篇
  - 「おさんぽ」篇

### 新聞
- 学生新聞 ※表紙[45]

### その他
- 水谷豊「カリフォルニア・コネクション」（アルバム『TIME CAPSULE』収録曲）のPV（2008年）
「食事友達代表」として、警察官の役として友情出演している。このアルバムでは「SNOW BIRD」でコーラスにも参加している。
2009年6月17日放送の『SONGS（第94回）水谷豊』では山中湖でサプライズゲストとして登場した。
- バブルガム・ブラザーズ「Daddy's Party Night（懲りないオヤジの応援歌）」のPVに矢島美容室の矢島マーガレットに扮して参加（2008年）
- ニモ&フレンズ・シーライダー（マーリン）※東京ディズニーシーのアトラクション。
- ポンキッキーズ（マーリン）
- 新日本プロレス「バルサン Presents WRESTLE KINGDOM 15 in 東京ドーム」(2021年1月4日開催)
特別プロモーター（ドン・キナシとして）
大会テーマソング「生きてるうちが花なんだぜfeat.宇崎竜童＆佐藤浩市」（『木梨ミュージック コネクション2』収録曲）
- WOWOW×MAN WITH A MISSION「WOWGOW MV PROJECT」（2021年2月27日放送）
楽曲「フォーカスライト」のMVを手掛ける。
- THE TAIMAN〜極東ロックンロール・ハイスクール 第参章〜 氣志團 vs 木梨憲武（2022年5月23日開催）Zepp DiverCity（TOKYO）

## その他
- マッシュグループ
ウェルネスデザイナー (2023年5月28日 - )[46]

## 書籍
- のりたろうのー、えほんのー、はがきのー。（1997年）ISBN 4895883183
- のりたろうのー、ぬりえのー、はがきのー。（1997年）ISBN 4895883191
- ミニ絵本「いるよ!!」 「どうしよう…」 「まいにち。」（2016年9月1日、メディコム・トイ） ※ 作画はエビ沢キヨミが担当 [47]
- 木梨憲武展×20years INSPIRATION-瞬間の好奇心（2014年）ISBN 4568104785
- 木梨憲武って!?（2018年）ISBN 4584138893
- みなさんのおかげです　木梨憲武自伝（2024年）ISBN 4093891117